# Хронология пилотируемых космических полётов (2000-е)
Этот список включает перечень пилотируемых полётов с 2000-го по 2009-й годы. 2000-е — пятое десятилетие полётов человека в космос. В этот период была начата полноценная эксплуатация Международной космической станции, осуществлены старт китайской космической программы Шэньчжоу и первые коммерческие полёты в космос.
- Красным цветом выделены неудачные запуски.
- Зелёным — суборбитальные полёты (включая полёты, не сумевшие выйти на расчётную орбиту).

## 2000 год
| №   | Экипаж                                                                                                | Корабль доставки                 | Корабль возвращения               | Достижения                                                                              | Продолжительность  |
| --- | --- | -------------------------------- | --------------------------------- | --------------------------------------------------------------------------------------- | ------------------ |
| 212 | Кевин Крегель Доминик Гори Герхард Тиле Джанет Каванди Дженис Восс Мамору Мори                        | 11 февраля 2000 Индевор STS-99   | 22 февраля 2000 Индевор STS-99    | 97-й полёт шаттла. 14-й полёт «Индевора».                                               | 11 дней 5 ч 38 м   |
| 213 | Сергей Залётин Александр Калери                                                                       | 4 апреля 2000 «Союз ТМ-30»       | 16 июня 2000 «Союз ТМ-30»         | 28-я и последняя экспедиция на станцию «Мир». Последняя попытка продлить жизнь станции. | 72 дня 19 ч 52 м   |
| 214 | Джеймс Холселл Скотт Хоровитц Сьюзан Хелмс Юрий Усачёв Джеймс Восс Мэри Уэбер Джеффри Уильямс         | 19 мая 2000 Атлантис STS-101     | 29 мая 2000 Атлантис STS-101      | 98-й полёт шаттла. 21-й полёт «Атлантиса».                                              | 9 дней 20 ч 9 м    |
| 215 | Терренс Уилкатт Скотт Олтман Дэниел Бёрбэнк Эдвард Лу Ричард Мастраккио Юрий Маленченко Борис Моруков | 8 сентября 2000 Атлантис STS-106 | 19 сентября 2000 Атлантис STS-106 | 99-й полёт шаттла. 22-й полёт «Атлантиса».                                              | 11 дней 19 ч 11 м  |
| 216 | Брайан Даффи Памела Мелрой Лерой Чиао Уильям Макартур Питер Уайсофф Майкл Лопес-Алегриа Коити Ваката  | 11 октября 2000 Дискавери STS-92 | 24 октября 2000 Дискавери STS-92  | 100-й (юбилейный) полёт шаттла. 28-й полёт «Дискавери».                                 | 12 дней 21 ч 43 м  |
| 217 | Юрий Гидзенко Сергей Крикалёв Уильям Шеперд                                                           | 31 октября 2000 «Союз ТМ-31»     | 21 марта 2001 Дискавери STS-102   | 1-й экипаж МКС. Начало отсчёта постоянного пребывания космонавтов и астронавтов на МКС. | 140 дней 23 ч 39 м |
| 218 | Брент Джетт Майкл Блумфилд Джозеф Таннер Марк Гарно Карлос Норьега                                    | 1 декабря 2000 Индевор STS-97    | 11 декабря 2000 Индевор STS-97    | 101-й полёт шаттла. 15-й полёт «Индевора».                                              | 10 дней 19 ч 58 м  |

Итоги года
- Космонавтов России — 93 (+2 за год); Пилотируемых полётов России — 89 (+2 за год)
- Астронавтов США — 248 (+4 за год); Пилотируемых полётов США — 129 (+5 за год)
- Космонавтов других стран — 56 (+1 за год);
- Всего астронавтов и космонавтов — 397 (+7 за год)
- Всего пилотируемых полётов — 218 (+7 за год)

## 2001 год
| №   | Экипаж                                                                                               | Корабль доставки                  | Корабль возвращения               | Достижения | Продолжительность  |
| --- | --- | --------------------------------- | --------------------------------- | --- | ------------------ |
| 219 | Кеннет Кокрелл Марк Полански Роберт Кербим Марша Айвинс Томас Джоунс                                 | 7 февраля 2001 Атлантис STS-98    | 20 февраля 2001 Атлантис STS-98   | 102-й полёт шаттла. 23-й полёт «Атлантиса». Доставка модуля «Дестини» для МКС.                                                                         | 12 дней 21 ч 20 м  |
| 220 | Джеймс Уэзерби Джеймс Келли Энди Томас Пол Ричардс                                                   | 8 марта 2001 Дискавери STS-102    | 21 марта 2001 Дискавери STS-102   | 103-й полёт шаттла. 29-й полёт «Дискавери». 400-й человек в космосе. Восс, Хелмс и Усачёв — 2-й экипаж МКС, вернулись на Землю на «Дискавери STS-105». | 12 дней 19 ч 49 м  |
| 220 | Джеймс Восс Сьюзан Хелмс Юрий Усачев                                                                 | 8 марта 2001 Дискавери STS-102    | 22 августа 2001 Дискавери STS-105 | 103-й полёт шаттла. 29-й полёт «Дискавери». 400-й человек в космосе. Восс, Хелмс и Усачёв — 2-й экипаж МКС, вернулись на Землю на «Дискавери STS-105». | 167 дней 6 ч 41 м  |
| 221 | Кент Роминджер Джеффри Эшби Крис Хэдфилд Джон Филлипс Скотт Паразински Умберто Гуидони Юрий Лончаков | 19 апреля 2001 Индевор STS-100    | 1 мая 2001 Индевор STS-100        | 104-й полёт шаттла. 16-й полёт «Индевора». | 11 дней 21 ч 30 м  |
| 222 | Талгат Мусабаев Юрий Батурин Деннис Тито                                                             | 28 апреля 2001 «Союз ТМ-32»       | 6 мая 2001 «Союз ТМ-31»           | Экспедиция посещения МКС. Экипаж вернулся на Землю на «Союз ТМ-31». Тито — первый космический турист.                                                  | 7 дней 22 ч 4 м    |
| 223 | Стивен Линдси Чарлз Хобо Майкл Гернхардт Джанет Каванди Джеймс Райли                                 | 12 июля 2001 Атлантис STS-104     | 25 июля 2001 Атлантис STS-104     | 105-й полёт шаттла. 24-й полёт «Атлантиса». | 12 дней 18 ч 35 м  |
| 224 | Скотт Хоровитц Фредерик Стеркоу Патрик Форрестер Даниэль Барри                                       | 10 августа 2001 Дискавери STS-105 | 22 августа 2001 Дискавери STS-105 | 106-й полёт шаттла. 30-й полёт «Дискавери». Калбертсон, Дежуров, Тюрин — 3-й экипаж МКС, вернулись на Землю на «Индевор STS-108».                      | 11 дней 21 ч 13 м  |
| 224 | Фрэнк Калбертсон Владимир Дежуров Михаил Тюрин                                                       | 10 августа 2001 Дискавери STS-105 | 17 декабря 2001 Индевор STS-108   | 106-й полёт шаттла. 30-й полёт «Дискавери». Калбертсон, Дежуров, Тюрин — 3-й экипаж МКС, вернулись на Землю на «Индевор STS-108».                      | 128 дней 20 ч 45 м |
| 225 | Виктор Афанасьев Константин Козеев Клоди Эньере                                                      | 21 октября 2001 «Союз ТМ-33»      | 31 октября 2001 «Союз ТМ-32»      | Экспедиция посещения МКС. Экипаж вернулся на Землю на «Союз ТМ-32».                                                                                    | 9 дней 19 ч 59 м   |
| 226 | Доминик Гори Марк Келли Даниел Тани Линда Годвин                                                     | 5 декабря 2001 Индевор STS-108    | 17 декабря 2001 Индевор STS-108   | 107-й полёт шаттла. 17-й полёт «Индевора». Онуфриенко, Берш, Уолз — 4-й экипаж МКС, вернулись на Землю на «Индевор STS-111».                           | 11 дней 19 ч 36 м  |
| 226 | Юрий Онуфриенко Дэниел Бурш Карл Уолз                                                                | 5 декабря 2001 Индевор STS-108    |                                   | 107-й полёт шаттла. 17-й полёт «Индевора». Онуфриенко, Берш, Уолз — 4-й экипаж МКС, вернулись на Землю на «Индевор STS-111».                           | 195 дней 19 ч 39 м |

Итоги года
- Космонавтов России — 96 (+3 за год); Пилотируемых полётов России — 91 (+2 за год)
- Астронавтов США — 257 (+9 за год); Пилотируемых полётов США — 135 (+6 за год)
- Космонавтов других стран — 56 (+0 за год);
- Всего астронавтов и космонавтов — 409 (+12 за год)
- Всего пилотируемых полётов — 226 (+8 за год)

## 2002 год
| №   | Экипаж                                                                                           | Корабль доставки                | Корабль возвращения              | Достижения | Продолжительность                                       |
| --- | ------------------------------------------------------------------------------------------------ | ------------------------------- | -------------------------------- | --- | ------------------------------------------------------- |
| 227 | Скотт Олтман Дуэйн Кэри Джон Грансфелд Джеймс Ньюман Ричард Линнехан Майкл Массимино Нэнси Кэрри | 1 марта 2002 Колумбия STS-109   | 12 марта 2002 Колумбия STS-109   | 108-й полёт шаттла. 27-й полёт «Колумбии». Четвёртая экспедиция по обслуживанию телескопа Хаббл.                                                                                              | 10 дней 22 ч 10 м                                       |
| 228 | Майкл Блумфилд Стивен Фрик Джерри Росс Стивен Смит Эллен Очоа Ли Морин Рекс Уолхайм              | 8 апреля 2002 Атлантис STS-110  | 19 апреля 2002 Атлантис STS-110  | 109-й полёт шаттла. 25-й полёт «Атлантиса». Джерри Росс — первым совершает седьмой космический полёт.                                                                                         | 10 дней 19 ч 43 м                                       |
| 229 | Юрий Гидзенко Роберто Виттори Марк Шаттлворт                                                     | 25 апреля 2002 «Союз ТМ-34»     | 5 мая 2002 «Союз ТМ-33»          | Экспедиция посещения МКС. Экипаж вернулся на Землю на «Союз ТМ-33». Шаттлворт — первый космонавт из Южной Африки и второй коммерческий космонавт.                                             | 9 дней 21 ч 24 м                                        |
| 230 | Кеннет Кокрелл Пол Локхарт Франклин Чанг-Диаз Филипп Перрен                                      | 5 июня 2002 Индевор STS-111     | 19 июня 2002 Индевор STS-111     | 110-й полёт шаттла. 18-й полёт «Индевора». Франклин Чанг-Диаз — вторым совершает седьмой космический полёт. Корзун, Уитсон, Трещёв — 5-й экипаж МКС, вернулись на Землю на «Индевор STS-113». | 13 дней 20 ч 35 м                                       |
| 230 | Валерий Корзун Пегги Уитсон Сергей Трещёв                                                        | 5 июня 2002 Индевор STS-111     | 7 декабря 2002 Индевор STS-113   | 110-й полёт шаттла. 18-й полёт «Индевора». Франклин Чанг-Диаз — вторым совершает седьмой космический полёт. Корзун, Уитсон, Трещёв — 5-й экипаж МКС, вернулись на Землю на «Индевор STS-113». | 184 дня 22 ч 14 м                                       |
| 231 | Джеффри Эшби Памелла Мелрой Дэвид Вулф Пирс Селлерс Сандра Магнус Фёдор Юрчихин                  | 7 октября 2002 Атлантис STS-112 | 18 октября 2002 Атлантис STS-112 | 111-й полёт шаттла. 26-й полёт «Атлантиса». | 10 дней 19 ч 58 м                                       |
| 232 | Сергей Залётин Юрий Лончаков Франк Де Винне                                                      | 30 октября 2002 «Союз ТМА-1»    | 10 ноября 2002 «Союз ТМ-34»      | Экспедиция посещения МКС. Экипаж вернулся на Землю на «Союз ТМ-34». | Корабль — 185 дней 22 ч 56 м Экипаж — 10 дней 20 ч 53 м |
| 233 | Джеймс Уэзерби Пол Локхарт Майкл Лопес-Алегрия Джон Херрингтон                                   | 24 ноября 2002 Индевор STS-113  | 7 декабря 2002 Индевор STS-113   | 112-й полёт шаттла. 19-й полёт «Индевора». Бауэрсокс, Бударин, Петтит — 6-й экипаж МКС, вернулись на Землю на «Союз ТМА-1».                                                                   | 13 дней 18 ч 47 м                                       |
| 233 | Кеннет Боуэрсокс Николай Бударин Доналд Петтит                                                   | 24 ноября 2002 Индевор STS-113  | 4 мая 2003 «Союз ТМА-1»          | 112-й полёт шаттла. 19-й полёт «Индевора». Бауэрсокс, Бударин, Петтит — 6-й экипаж МКС, вернулись на Землю на «Союз ТМА-1».                                                                   | 161 день 1 ч 17 м                                       |

Итоги года
- Космонавтов России — 98 (+2 за год);   Пилотируемых полётов России — 93 (+2 за год)
- Астронавтов США — 268 (+11 за год);   Пилотируемых полётов США — 140 (+5 за год)
- Космонавтов других стран — 60 (+4 за год);
- Всего астронавтов и космонавтов — 426 (+17 за год)
- Всего пилотируемых полётов — 233 (+7 за год)

## 2003 год
| №   | Экипаж                                                                                    | Корабль доставки                | Корабль возвращения                          | Достижения | Продолжительность |
| --- | ----------------------------------------------------------------------------------------- | ------------------------------- | -------------------------------------------- | --- | ----------------- |
| 234 | Рик Хасбанд Уильям МакКул Майкл Андерсон Калпана Чавла Дэвид Браун Лорел Кларк Илан Рамон | 16 января 2003 Колумбия STS-107 | 1 февраля 2003 Колумбия STS-107 (катастрофа) | 113-й полёт шаттла. 28-й полёт «Колумбии». Илан Рамон — первый астронавт из Израиля. При заходе на посадку шаттл «Колумбия» сгорел в плотных слоях атмосферы. | 15 дней 22 ч 21 м |
| 235 | Юрий Маленченко Эдвард Лу                                                                 | 26 апреля 2003 «Союз ТМА-2»     | 28 октября 2003 «Союз ТМА-2»                 | 7-й экипаж МКС. После гибели «Колумбии», экипажи на МКС прибывают на «Союзах».                                                                                | 184 дня 20 ч 9 м  |
| 236 | Ян Ливэй                                                                                  | 15 октября 2003 «Шэньчжоу-5»    | 15 октября 2003 «Шэньчжоу-5»                 | Первый пилотируемый космический полёт Китая. | 21 ч 23 м         |
| 237 | Александр Калери Майкл Фоул                                                               | 18 октября 2003 «Союз ТМА-3»    | 30 апреля 2004 «Союз ТМА-3»                  | Фоул и Калери — 8-й экипаж МКС. Дуке вернулся на Землю на «Союз ТМА-2».                                                                                       | 194 дня 18 ч 34 м |
| 237 | Педро Дуке                                                                                | 18 октября 2003 «Союз ТМА-3»    | 28 октября 2003 «Союз ТМА-2»                 | Фоул и Калери — 8-й экипаж МКС. Дуке вернулся на Землю на «Союз ТМА-2».                                                                                       | 9 дней 18 ч 25 м  |

Итоги года
- Гибель семи астронавтов на шаттле «Колумбия». Первый полёт китайского космонавта.
- Космонавтов России — 98 (+0 за год);   Пилотируемых полётов России — 95 (+2 за год)
- Астронавтов США — 271 (+3 за год);   Пилотируемых полётов США — 141 (+1 за год)
- Космонавтов Китая — 1 (+1 за год);   Пилотируемых полётов Китая — 1 (+1 за год)
- Космонавтов других стран — 61 (+1 за год);
- Всего астронавтов и космонавтов — 431 (+5 за год)
- Всего пилотируемых полётов — 237 (+ 4 за год)

## 2004 год
| №   | Экипаж                      | Корабль доставки                    | Корабль возвращения                 | Достижения                                                                                         | Продолжительность  |
| --- | --------------------------- | ----------------------------------- | ----------------------------------- | -------------------------------------------------------------------------------------------------- | ------------------ |
| 238 | Геннадий Падалка Майкл Финк | 19 апреля 2004 «Союз ТМА-4»         | 24 октября 2004 «Союз ТМА-4»        | Падалка и Финк — 9-й экипаж МКС. Куйперс вернулся на Землю на «Союз ТМА-3».                        | 187 дней 21 ч 17 м |
| 238 | Андре Кёйперс               | 19 апреля 2004 «Союз ТМА-4»         | 30 апреля 2004 «Союз ТМА-3»         | Падалка и Финк — 9-й экипаж МКС. Куйперс вернулся на Землю на «Союз ТМА-3».                        | 10 дней 20 ч 53 м  |
| -   | Майк Мелвил                 | 21 июня 2004 «SpaceShipOne 15P»     | 21 июня 2004 «SpaceShipOne 15P»     | Суборбитальный полёт. Первый частный суборбитальный пилотируемый полёт. Первый полёт SpaceShipOne. | 24 мин             |
| -   | Майк Мелвил                 | 29 сентября 2004 «SpaceShipOne 16P» | 29 сентября 2004 «SpaceShipOne 16P» | Суборбитальный полёт. Второй полёт SpaceShipOne. Первый полёт в рамках Ansari X Prize              | 25 мин             |
| -   | Брайан Бинни                | 14 октября 2004 «SpaceShipOne 17P»  | 14 октября 2004 «SpaceShipOne 17P»  | Суборбитальный полёт. Третий полёт SpaceShipOne. Второй полёт в рамках Ansari X Prize.             | 30 мин             |
| 239 | Салижан Шарипов Лерой Чиао  | 14 октября 2004 «Союз ТМА-5»        | 24 апреля 2004 «Союз ТМА-5»         | Чиао и Шарипов — 10-й экипаж МКС. Шаргин вернулся на Землю на «Союз ТМА-4».                        | 192 дня 19 ч 2 м   |
| 239 | Юрий Шаргин                 | 14 октября 2004 «Союз ТМА-5»        | 24 октября 2004 «Союз ТМА-4»        | Чиао и Шарипов — 10-й экипаж МКС. Шаргин вернулся на Землю на «Союз ТМА-4».                        | 9 дней 21 ч 30 м   |

Итоги года
- Первый год коммерческих пилотируемых полётов (3 суборбитальных полёта).
- Космонавтов России — 99 (+1 за год);   Пилотируемых полётов России — 97 (+2 за год)
- Астронавтов США — 272 (+1 за год);   Пилотируемых полётов США — 141 (+0 за год)
- Космонавтов Китая — 1 (+0 за год);   Пилотируемых полётов Китая — 1 (+0 за год)
- Космонавтов других стран — 62 (+1 за год);
- Всего астронавтов и космонавтов — 434 (+3 за год)
- Всего пилотируемых полётов — 239 (+ 2 за год)

## 2005 год
| №   | Экипаж                                                                                         | Корабль доставки               | Корабль возвращения              | Достижения | Продолжительность  |
| --- | ---------------------------------------------------------------------------------------------- | ------------------------------ | -------------------------------- | --- | ------------------ |
| 240 | Сергей Крикалёв Джон Филлипс                                                                   | 15 апреля 2005 «Союз ТМА-6»    | 11 октября 2005 «Союз ТМА-6»     | Крикалёв и Филлипс — 11-й экипаж МКС. Виттори вернётся на Землю на «Союз ТМА-5».                                      | 179 дней 0 ч 23 м  |
| 240 | Роберто Виттори                                                                                | 15 апреля 2005 «Союз ТМА-6»    | 24 апреля 2004 «Союз ТМА-5»      | Крикалёв и Филлипс — 11-й экипаж МКС. Виттори вернётся на Землю на «Союз ТМА-5».                                      | 9 дней 21 ч 21 м   |
| 241 | Айлин Коллинз Джеймс Келли Стефен Робинсон Энди Томас Уэнди Лоуренс Чарлз Камарда Соити Ногути | 26 июля 2005 Дискавери STS-114 | 9 августа 2005 Дискавери STS-114 | 114-й полёт шаттла. 31-й полёт «Дискавери». Возобновление полётов шаттлов через два года после катастрофы «Колумбии». | 13 дней 21 ч 33 м  |
| 242 | Валерий Токарев Уильям Макартур                                                                | 1 октября 2005 «Союз ТМА-7»    | 8 апреля 2006 «Союз ТМА-7»       | Макартур и Токарев — 12-й экипаж МКС. Олсен вернётся на Землю на «Союз ТМА-6».                                        | 189 дней 19 ч 53 м |
| 242 | Грегори Олсен                                                                                  | 1 октября 2005 «Союз ТМА-7»    | 11 октября 2005 «Союз ТМА-6»     | Макартур и Токарев — 12-й экипаж МКС. Олсен вернётся на Землю на «Союз ТМА-6».                                        | 9 дней 21 ч 13 м   |
| 243 | Фэй Цзюньлун Не Хайшэн                                                                         | 12 октября 2005 «Шэньчжоу-6»   | 16 октября 2005 «Шэньчжоу-6»     | Второй пилотируемый полёт Китая. Полёт первого китайского экипажа.                                                    | 4 дня 19 ч 32 м    |

Итоги года
- Космонавтов России — 99 (+0 за год);   Пилотируемых полётов России — 99 (+2 за год)
- Астронавтов США — 274 (+2 за год);   Пилотируемых полётов США — 142 (+1 за год)
- Космонавтов Китая — 3 (+2 за год);   Пилотируемых полётов Китая — 2 (+1 за год)
- Космонавтов других стран — 63 (+1 за год);
- Всего астронавтов и космонавтов — 439 (+5 за год)
- Всего пилотируемых полётов — 243 (+ 4 за год)
- Побит рекорд суммарной продолжительности пребывания в космосе — Крикалёв (за шесть полётов) = 19281 ч 39 м (803 дня 9 ч 39 м). Предыдущий рекорд был — Авдеев (за три полёта) = 17942 ч 12 м (747 дней 14 ч 12 м).

## 2006 год
| №   | Экипаж                                                                                        | Корабль доставки                  | Корабль возвращения               | Достижения | Продолжительность       |
| --- | --------------------------------------------------------------------------------------------- | --------------------------------- | --------------------------------- | --- | ----------------------- |
| 244 | Павел Виноградов Джеффри Уильямс                                                              | 30 марта 2006 «Союз ТМА-8»        | 29 сентября 2006 «Союз ТМА-8»     | Виноградов и Уильямс — 13-й экипаж МКС. Понтис — первый космонавт Бразилии. Понтис вернулся на Землю на «Союз ТМА-7».                            | 182 дня 22 ч 43 м       |
| 244 | Маркус Понтис                                                                                 | 30 марта 2006 «Союз ТМА-8»        | 8 апреля 2006 «Союз ТМА-7»        | Виноградов и Уильямс — 13-й экипаж МКС. Понтис — первый космонавт Бразилии. Понтис вернулся на Землю на «Союз ТМА-7».                            | 9 суток 21 час 17 минут |
| 245 | Стивен Линдси Марк Келли Майкл Фоссум Пирс Селлерс Лиза Новак Стефани Уилсон                  | 4 июля 2006 Дискавери STS-121     | 16 июля 2006 Дискавери STS-121    | 115-й полёт шаттла. 32-й полёт «Дискавери». Второй полёт по программе «Возобновление полётов». Томас Райтер остался на станции в составе МКС-13. | 12 дней 18 ч 36 м       |
| 245 | Томас Райтер                                                                                  | 4 июля 2006 Дискавери STS-121     | 22 декабря 2006 Дискавери STS-116 | 115-й полёт шаттла. 32-й полёт «Дискавери». Второй полёт по программе «Возобновление полётов». Томас Райтер остался на станции в составе МКС-13. | 171 день 3 ч 54 м       |
| 246 | Брент Джетт Кристофер Фергюсон Джозеф Таннер Дэниел Бёрбэнк Стефанишин-Пайпер Стивен МакЛейн  | 9 сентября 2006 Атлантис STS-115  | 21 сентября 2006 Атлантис STS-115 | 116-й полёт шаттла. 27-й полёт «Атлантиса». Возобновление строительства МКС.                                                                     | 11 дней 19 ч 7 м        |
| 247 | Михаил Тюрин Майкл Лопес-Алегрия                                                              | 18 сентября 2006 «Союз ТМА-9»     | 21 апреля 2007 «Союз ТМА-9»       | Лопес-Алегрия и Тюрин — 14-й экипаж МКС. Ансари — первая космическия туристка. Ансари вернулась на Землю на «Союз ТМА-8».                        | 215 дней 8 ч 23 м       |
| 247 | Ануше Ансари                                                                                  | 18 сентября 2006 «Союз ТМА-9»     | 29 сентября 2006 «Союз ТМА-8»     | Лопес-Алегрия и Тюрин — 14-й экипаж МКС. Ансари — первая космическия туристка. Ансари вернулась на Землю на «Союз ТМА-8».                        | 10 дней 21 ч 5 м        |
| 248 | Марк Полански Уильям Офилейн Роберт Кербим Николас Патрик Джоан Хиггинботэм Кристер Фуглесанг | 10 декабря 2006 Дискавери STS-116 | 22 декабря 2006 Дискавери STS-116 | 117-й полёт шаттла. 33-й полёт «Дискавери». Сунита Уильямс осталась на станции в составе МКС-14. Вместо неё на Землю вернулся Томас Райтер.      | 12 дней 20 ч 44 м       |
| 248 | Сунита Уильямс                                                                                | 10 декабря 2006 Дискавери STS-116 | 22 июня 2007 Атлантис STS-117     | 117-й полёт шаттла. 33-й полёт «Дискавери». Сунита Уильямс осталась на станции в составе МКС-14. Вместо неё на Землю вернулся Томас Райтер.      | 194 дня 18 ч 03 м       |

Итоги года
- Космонавтов России — 99 (+0 за год);   Пилотируемых полётов России — 101 (+2 за год)
- Астронавтов США — 284 (+10 за год);   Пилотируемых полётов США — 145 (+3 за год)
- Космонавтов Китая — 3 (+0 за год);   Пилотируемых полётов Китая — 2 (+0 за год)
- Космонавтов других стран — 65 (+2 за год);
- Всего астронавтов и космонавтов — 451 (+12 за год)
- Всего пилотируемых полётов — 248 (+ 5 за год)

## 2007 год
| №   | Экипаж                                                                                              | Корабль доставки                  | Корабль возвращения                | Достижения | Продолжительность  |
| --- | --------------------------------------------------------------------------------------------------- | --------------------------------- | ---------------------------------- | --- | ------------------ |
| 249 | Фёдор Юрчихин Олег Котов                                                                            | 7 апреля 2007 «Союз ТМА-10»       | 21 октября 2007 «Союз ТМА-10»      | Юрчихин и Котов — 15-й экипаж МКС. Котов — 100-й космонавт России. Симони — пятый космический турист. Симони вернулся на Землю на «Союз ТМА-9».                                                                                            | 196 дней 17 ч 5 м  |
| 249 | Чарльз Симони                                                                                       | 7 апреля 2007 «Союз ТМА-10»       | 21 апреля 2007 «Союз ТМА-9»        | Юрчихин и Котов — 15-й экипаж МКС. Котов — 100-й космонавт России. Симони — пятый космический турист. Симони вернулся на Землю на «Союз ТМА-9».                                                                                            | 12 дней 19 ч 59 м  |
| 250 | Фредерик Стеркоу Ли Аршамбо Джеймс Райли Стивен Свэнсон Патрик Форрестер Джон Оливас                | 8 июня 2007 Атлантис STS-117      | 22 июня 2007 Атлантис STS-117      | 118-й полёт шаттла. 28-й полёт «Атлантис». Продолжение строительства Международной космической станции и частичная замена экипажа МКС. Клэйтон Андерсон заменил Суниту Уильямс в экипаже МКС-15, вернулся на Землю на «Дискавери STS-120». | 13 дней 20 ч 12 м  |
| 250 | Клейтон Андерсон                                                                                    | 8 июня 2007 Атлантис STS-117      | 7 ноября 2007 Дискавери STS-120    | 118-й полёт шаттла. 28-й полёт «Атлантис». Продолжение строительства Международной космической станции и частичная замена экипажа МКС. Клэйтон Андерсон заменил Суниту Уильямс в экипаже МКС-15, вернулся на Землю на «Дискавери STS-120». | 151 день 18 ч 24 м |
| 251 | Скотт Келли Чарлз Хобо Давид Уильямс Барбара Морган Ричард Мастраккио Трейси Колдуэлл Бенджамин Дрю | 8 августа 2007 Индевор STS-118    | 21 августа 2007 Индевор STS-118    | 119-й полёт шаттла. 20-й полёт «Индевор». Продолжение строительства Международной космической станции. | 12 дней 17 ч 55 м  |
| 252 | Юрий Маленченко Пегги Уитсон                                                                        | 10 октября 2007 «Союз ТМА-11»     | 19 апреля 2008 «Союз ТМА-11»       | Маленченко и Уитсон — 16-й экипаж МКС; шейх Музафар Шукор — первый космонавт Малайзии. Шейх Музафар Шукор вернулся на Землю на «Союз ТМА-10».                                                                                              | 191 день 19 ч 13 м |
| 252 | шейх Музафар Шукор                                                                                  | 10 октября 2007 «Союз ТМА-11»     | 21 октября 2007 «Союз ТМА-10»      | Маленченко и Уитсон — 16-й экипаж МКС; шейх Музафар Шукор — первый космонавт Малайзии. Шейх Музафар Шукор вернулся на Землю на «Союз ТМА-10».                                                                                              | 10 дней 21 ч 14 м  |
| 253 | Памела Мелрой Джордж Замка Скотт Паразински Дуглас Уилок Стефани Уилсон Паоло Несполи               | 23 октября 2007 Дискавери STS-120 | 7 ноября 2007 Дискавери STS-120    | 120-й полёт шаттла. 34-й полёт «Дискавери». Дэниел Тани остался на станции в составе МКС-16. Вместо него на Землю вернулся Клейтон Андерсон.                                                                                               | 15 дней 2 ч 23 м   |
| 253 | Дэниел Тани                                                                                         | 23 октября 2007 Дискавери STS-120 | 20 февраля 2008 «Атлантис STS-122» | 120-й полёт шаттла. 34-й полёт «Дискавери». Дэниел Тани остался на станции в составе МКС-16. Вместо него на Землю вернулся Клейтон Андерсон.                                                                                               | 119 дней 22 ч 28 м |

Итоги года
- Космонавтов России — 100 (+1 за год); Пилотируемых полётов России — 103 (+2 за год)
- Астронавтов США — 294 (+10 за год); Пилотируемых полётов США — 148 (+3 за год)
- Космонавтов Китая — 3 (+0 за год); Пилотируемых полётов Китая — 2 (+0 за год)
- Космонавтов других стран — 67 (+2 за год);
- Всего астронавтов и космонавтов — 464 (+13 за год)
- Всего пилотируемых полётов — 253 (+ 5 за год)

## 2008 год
| №   | Экипаж                                                                                 | Корабль доставки                  | Корабль возвращения                | Достижения | Продолжительность       |
| --- | -------------------------------------------------------------------------------------- | --------------------------------- | ---------------------------------- | --- | ----------------------- |
| 254 | Стивен Фрик Алан Пойндекстер Рекс Уолхайм Стэнли Лав Леланд Мелвин Ханс Шлегель        | 7 февраля 2008 «Атлантис STS-122» | 20 февраля 2008 «Атлантис STS-122» | 121-й полёт шаттла. 29-й полёт «Атлантис». Продолжение строительства Международной космической станции. | 12 дней 18 ч 22 м 38 с  |
| 254 | Леопольд Эйартц                                                                        | 7 февраля 2008 «Атлантис STS-122» | 27 марта 2008 Индевор STS-123      | 121-й полёт шаттла. 29-й полёт «Атлантис». Продолжение строительства Международной космической станции. | 48 дней 4 ч 53 м        |
| 255 | Доминик Гори Грегори Джонсон Ричард Линнехан Роберт Бенкен Майкл Форман Такао Дои      | 11 марта 2008 Индевор STS-123     | 27 марта 2008 Индевор STS-123      | 122-й полёт шаттла. 21-й полёт «Индевор». Продолжение строительства Международной космической станции и частичная замена экипажа МКС. Гаррет Рейсман заменил Леопольда Эйартца в экипаже МКС-16. 300-й американский астронавт на орбите. | 15 дней 18 ч 10 м 54 с  |
| 255 | Гарретт Райзман                                                                        | 11 марта 2008 Индевор STS-123     | 14 июня 2008 «Дискавери STS-124»   | 122-й полёт шаттла. 21-й полёт «Индевор». Продолжение строительства Международной космической станции и частичная замена экипажа МКС. Гаррет Рейсман заменил Леопольда Эйартца в экипаже МКС-16. 300-й американский астронавт на орбите. | 95 дней 8 ч 47 м        |
| 256 | Сергей Волков Олег Кононенко                                                           | 8 апреля 2008 Союз ТМА-12         | 24 октября 2008 Союз ТМА-12        | Волков и Кононенко — 17-й экипаж МКС; Вернулся на Землю Ричард Гэрриот. | 198 дней 16 ч 20 м 11 с |
| 256 | Ли Со Ён (Йи Сойон)                                                                    | 8 апреля 2008 Союз ТМА-12         | 19 апреля 2008 «Союз ТМА-11»       | Волков и Кононенко — 17-й экипаж МКС; Вернулся на Землю Ричард Гэрриот. | 10 дней 15 ч 0 м        |
| 257 | Марк Келли Кеннет Хэм Карен Ниберг Рональд Гаран Майкл Фоссум Акихико Хосидэ           | 31 мая 2008 «Дискавери STS-124»   | 14 июня 2008 «Дискавери STS-124»   | 123-й полёт шаттла. 35-й полёт «Дискавери». Грег Шамитофф остался на станции в составе МКС-17. Вместо него на Землю вернулся Гаррет Рейсман.                                                                                             | 13 дней 18 ч 14 м 7 с   |
| 257 | Грегори Шамитофф                                                                       | 31 мая 2008 «Дискавери STS-124»   | 30 ноября 2008 Индевор STS-126     | 123-й полёт шаттла. 35-й полёт «Дискавери». Грег Шамитофф остался на станции в составе МКС-17. Вместо него на Землю вернулся Гаррет Рейсман.                                                                                             | 198 дней 18 ч 2 м       |
| 258 | Чжай Чжиган Цзян Хайпэн Лю Бомин                                                       | 25 сентября 2008 Шэньчжоу-7       | 28 сентября 2008 Шэньчжоу-7        | Третий пилотируемый полёт Китая. Впервые для Китая — экипаж из трёх человек. Первый выход в открытый космос китайского космонавта. | 2 дня 20 ч 27 м 35 с    |
| 259 | Юрий Лончаков Майкл Финк                                                               | 12 октября 2008 Союз ТМА-13       | 8 апреля 2009 Союз ТМА-13          | Лончаков и Финк — 18-й экипаж МКС, Чарльз Симони возвращается на Землю. | 178 дней 00 ч 13 м 37 с |
| 259 | Ричард Гэрриот                                                                         | 12 октября 2008 Союз ТМА-13       | 24 октября 2008 Союз ТМА-12        | Лончаков и Финк — 18-й экипаж МКС, Чарльз Симони возвращается на Землю. | 11 дней 20 ч 35 м       |
| 260 | Кристофер Фергюсон Эрик Боу Стивен Боуэн Стефанишин-Пайпер Доналд Петтит Роберт Кимбро | 15 ноября 2008 Индевор STS-126    | 30 ноября 2008 Индевор STS-126     | 124-й полёт шаттла. 22-й полёт «Индевор». Продолжение строительства Международной космической станции и частичная замена экипажа МКС. Сандра Магнус заменил Грега Шамитова в экипаже МКС-18.                                             | 15 дней 20 ч 30 м 34 с  |
| 260 | Сандра Магнус                                                                          | 15 ноября 2008 Индевор STS-126    | 28 марта 2009 «Дискавери STS-119»  | 124-й полёт шаттла. 22-й полёт «Индевор». Продолжение строительства Международной космической станции и частичная замена экипажа МКС. Сандра Магнус заменил Грега Шамитова в экипаже МКС-18.                                             | 133 дня 18 ч 17 м       |

Итоги года
- Космонавтов России — 102 (+2 за год);   Пилотируемых полётов России — 105 (+2 за год)
- Астронавтов США — 309 (+15 за год);   Пилотируемых полётов США — 152 (+4 за год)
- Космонавтов Китая — 6 (+3 за год);   Пилотируемых полётов Китая — 3 (+1 за год)
- Космонавтов других стран — 69 (+2 за год);
- Всего астронавтов и космонавтов — 486 (+22 за год)
- Всего пилотируемых полётов — 260 (+ 7 за год)

## 2009 год
| №   | Экипаж                                                                                                 | Корабль доставки                    | Корабль возвращения                  | Достижения | Продолжительность       |
| --- | --- | ----------------------------------- | ------------------------------------ | --- | ----------------------- |
| 261 | Ли Аршамбо Тони Антонелли Джон Филлипс Стив Свэнсон Джозеф Акаба Ричард Арнольд                        | 15 марта 2009 «Дискавери STS-119»   | 28 марта 2009 «Дискавери STS-119»    | 125-й полёт шаттла. 36-й полёт «Дискавери». Продолжение строительства Международной космической станции. Сандра Магнус вернулась на Землю, Коити Ваката сменил её в экипаже МКС-18        | 12 дней 19 ч 29 м 33 с  |
| 261 | Коити Ваката                                                                                           | 15 марта 2009 «Дискавери STS-119»   | 31 июля 2009 «Индевор STS-127»       | 125-й полёт шаттла. 36-й полёт «Дискавери». Продолжение строительства Международной космической станции. Сандра Магнус вернулась на Землю, Коити Ваката сменил её в экипаже МКС-18        | 137 дней 15 ч 4 м       |
| 262 | Геннадий Падалка Майкл Барратт                                                                         | 26 марта 2009 «Союз ТМА-14»         | 11 октября 2009 «Союз ТМА-14»        | МКС-19. Доставка на МКС седьмого космического туриста (Чарльза Симони, вернулся на Союз ТМА-13). Возвращение с орбиты Ги Лалиберте — восьмого космического туриста (старт на Союз ТМА-16) | 198 дней 16 ч 42 м 25 с |
| 262 | Чарльз Симони                                                                                          | 26 марта 2009 «Союз ТМА-14»         | 8 апреля 2009 «Союз ТМА-13»          | МКС-19. Доставка на МКС седьмого космического туриста (Чарльза Симони, вернулся на Союз ТМА-13). Возвращение с орбиты Ги Лалиберте — восьмого космического туриста (старт на Союз ТМА-16) | 13 дней 19 ч 9 м        |
| 263 | Скотт Олтман Грегори К. Джонсон Майкл Гуд Кэтрин Макартур Джон Грансфелд Майкл Массимино Эндрю Фьюстел | 11 мая 2009 «Атлантис STS-125»      | 24 мая 2009 «Атлантис STS-125»       | 126-й полёт шаттла. 30-й полёт «Атлантис». Пятый полёт к телескопу «Хаббл» | 12 дней 21 ч 37 м 9 с   |
| 264 | Роман Романенко Франк Де Винне Роберт Тёрск                                                            | 27 мая 2009 «Союз ТМА-15»           | 1 декабря 2009 «Союз ТМА-15»         | МКС-20 | 187 дней 20 ч 40 м 45 с |
| 265 | Марк Полански Даглас Хёрли Дэвид Вулф Жюли Пейет Кристофер Кэссиди Томас Маршбёрн                      | 15 июля 2009 «Индевор STS-127»      | 31 июля 2009 «Индевор STS-127»       | 127-й полёт шаттла. 23-й полёт «Индевор». Продолжение строительства Международной космической станции. Тимоти Копра сменил Коити Вакату в составе МКС-20                                  | 15 дней 16 ч 44 м 58 с  |
| 265 | Тимоти Копра                                                                                           | 15 июля 2009 «Индевор STS-127»      | 12 сентября 2009 «Дискавери STS-128» | 127-й полёт шаттла. 23-й полёт «Индевор». Продолжение строительства Международной космической станции. Тимоти Копра сменил Коити Вакату в составе МКС-20                                  | 58 дней 2 ч 50 м        |
| 266 | Фредерик Стеркоу Кевин Форд Патрик Форрестер Джон Оливас Хосе Эрнандес Кристер Фуглесанг               | 29 августа 2009 «Дискавери STS-128» | 12 сентября 2009 «Дискавери STS-128» | 128-й полёт шаттла. 37-й полёт «Дискавери». 500-й человек в космосе. Продолжение строительства Международной космической станции. Николь Стотт сменила Тимоти Копра в составе МКС-20      | 13 дней 20 ч 53 м 45 с  |
| 266 | Николь Стотт                                                                                           | 29 августа 2009 «Дискавери STS-128» | 27 ноября 2009 «Атлантис STS-129»    | 128-й полёт шаттла. 37-й полёт «Дискавери». 500-й человек в космосе. Продолжение строительства Международной космической станции. Николь Стотт сменила Тимоти Копра в составе МКС-20      | 90 дней 10 ч 44 м       |
| 267 | Максим Сураев Джеффри Уильямс                                                                          | 30 сентября 2009 «Союз ТМА-16»      | 18 марта 2010 «Союз ТМА-16»          | МКС-21. Восьмой космический турист — Ги Лалиберте (возвращение на Союз ТМА-14) | 169 дней 4 ч 9 м 19 с   |
| 267 | Ги Лалиберте                                                                                           | 30 сентября 2009 «Союз ТМА-16»      | 11 октября 2009 «Союз ТМА-14»        | МКС-21. Восьмой космический турист — Ги Лалиберте (возвращение на Союз ТМА-14) | 10 дней 21 ч 17 м       |
| 268 | Чарльз Хобо Барри Уилмор Майкл Форман Роберт Сэтчер Рэндольф Брезник Леланд Мелвин                     | 16 ноября 2009 «Атлантис STS-129»   | 27 ноября 2009 «Атлантис STS-129»    | 129-й полёт шаттла. 31-й полёт «Атлантис». Продолжение строительства Международной космической станции. Николь Стотт вернулась на Землю.                                                  | 10 дней 19 ч 16 м 13 с  |
| 269 | Олег Котов Тимоти Кример Соити Ногути                                                                  | 20 декабря 2009 «Союз ТМА-17»       | 2 июня 2010 «Союз ТМА-17»            | МКС-22 | 163 дня 5 ч 32 м 32 с   |

Итоги года
- Космонавтов России — 104 (+2 за год);   Пилотируемых полётов России — 109 (+4 за год)
- Астронавтов США — 328 (+19 за год);   Пилотируемых полётов США — 157 (+5 за год)
- Космонавтов Китая — 6 (+0 за год);   Пилотируемых полётов Китая — 3 (+0 за год)
- Космонавтов других стран — 70 (+1 за год);
- Всего астронавтов и космонавтов — 508 (+22 за год)
- Всего пилотируемых полётов — 269 (+9 за год)